# Photinus sabulosus
Photinus sabulosus är en skalbaggsart som beskrevs av Green 1956. Photinus sabulosus ingår i släktet Photinus och familjen lysmaskar. Inga underarter finns listade i Catalogue of Life.